# Felipe Gutiérrez
Felipe Alejandro Gutiérrez Leiva, född 8 oktober 1990 i Quintero, Chile, är en chilensk fotbollsspelare som spelar som mittfältare för den Sporting Kansas City.
Gutiérrez spelar även för Chiles fotbollslandslag.

## Meriter

### Universidad Católica
- Primera División de Chile: 2010
- Copa Chile: 2011

### Individuellt
- Bästa spelare i Eredivisie: 2013/2014